# イオントラップ

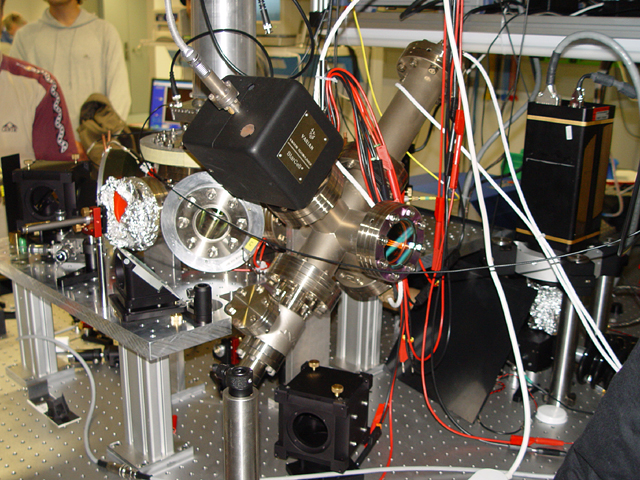
イオントラップ。この画像のものは量子コンピュータの実現に向けた実験に用いられる。

イオントラップ（英: ion trap）とは、電場や磁場を組み合わせて荷電粒子を捕捉する装置をいう。このとき、系は外部と隔離させることが多い。イオントラップは質量分析法や基礎物理学研究、量子状態の制御など様々な科学的目的で用いられる。電場と磁場を組み合わせたポテンシャルを用いるペニングトラップと、静的電場と振動電場を組み合わせたポテンシャルを用いるパウルトラップの2つが最も普及している。
ペニングトラップはスペクトル分析において精密な磁場計測に用いることができる。量子状態操作の研究にはパウルトラップが使われることが最も多い。これによりイオントラップ型量子コンピュータの実用化が目指されており、既に実用化されている技術では世界で最も精密な原子時計に用いられている。電子銃（ブラウン管に用いられる、高速電子線放出器）にイオントラップを用い、陰極の陽イオンによる劣化を抑えることもできる。

## 質量分析計への応用

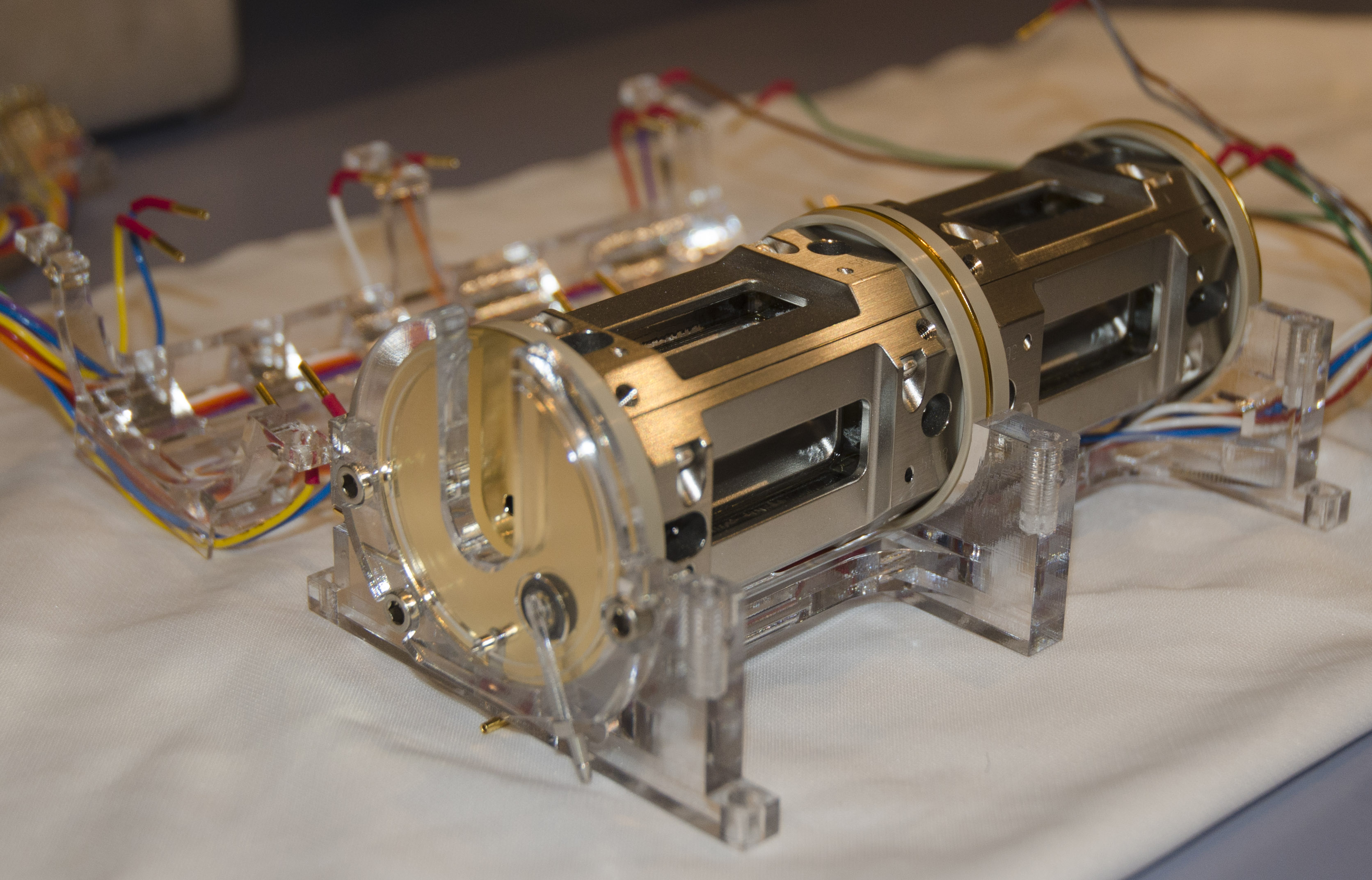
質量分析計に用いられる線形イオントラップコンポーネント。

イオントラップ型質量分析器には、ペニングトラップ（フーリエ変換イオンサイクロトロン共鳴、FTICR）、パウルトラップ、キングドントラップを組み込むことがある。2005年に導入された Orbitrap はキングドントラップに基いたものである。他の型の質量分析器でも線形四重極イオントラップを選択的質量フィルターとして利用することがある。

### ペニングイオントラップ
ペニングトラップは荷電粒子を、強い均一な向軸磁場を用いて動径方向に閉じ込め、四重極電場を用いて軸方向に閉じ込める。 ペニングトラップの名は、ハンス・ゲオルク・デーメルトと共に初のトラップを建造したフランス・ミシェル・ペニングに因む。ペニングトラップはイオンおよび安定な荷電亜原子粒子の物性測定に適している。デーメルトその他の研究者による電子磁気モーメントの精密測定は近代物理学における重要なテーマである。

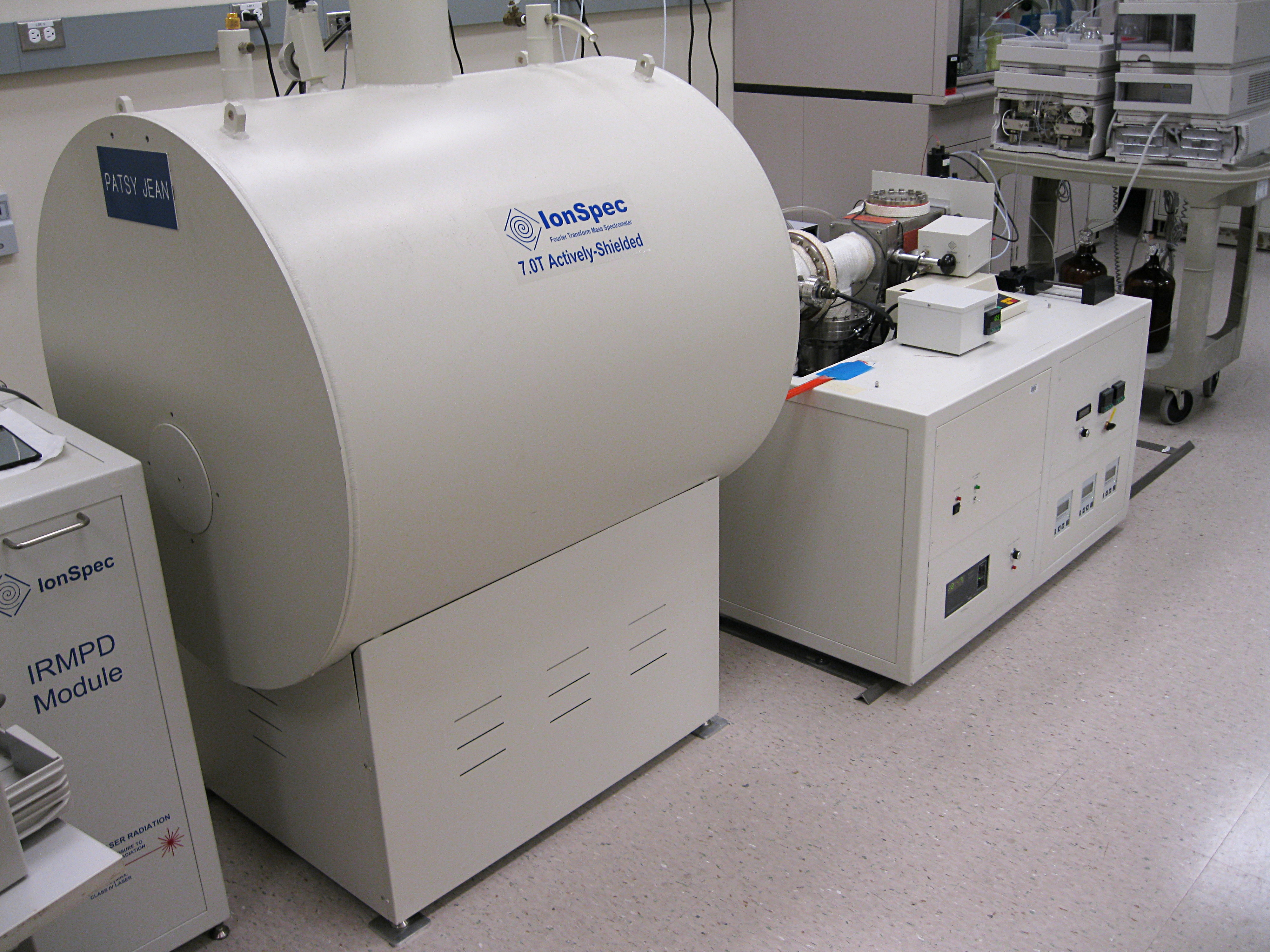
FTICR 質量分析器 - ペニングトラップ装置の例。

ペニングトラップは量子コンピュータおよび量子情報処理に応用でき、CERN では反物質の貯蔵に用いられている。ペニングトラップは、イオンの質量電荷比を同定するフーリエ変換イオンサイクロトロン共鳴質量分析法の基礎となっている。

### パウルイオントラップ

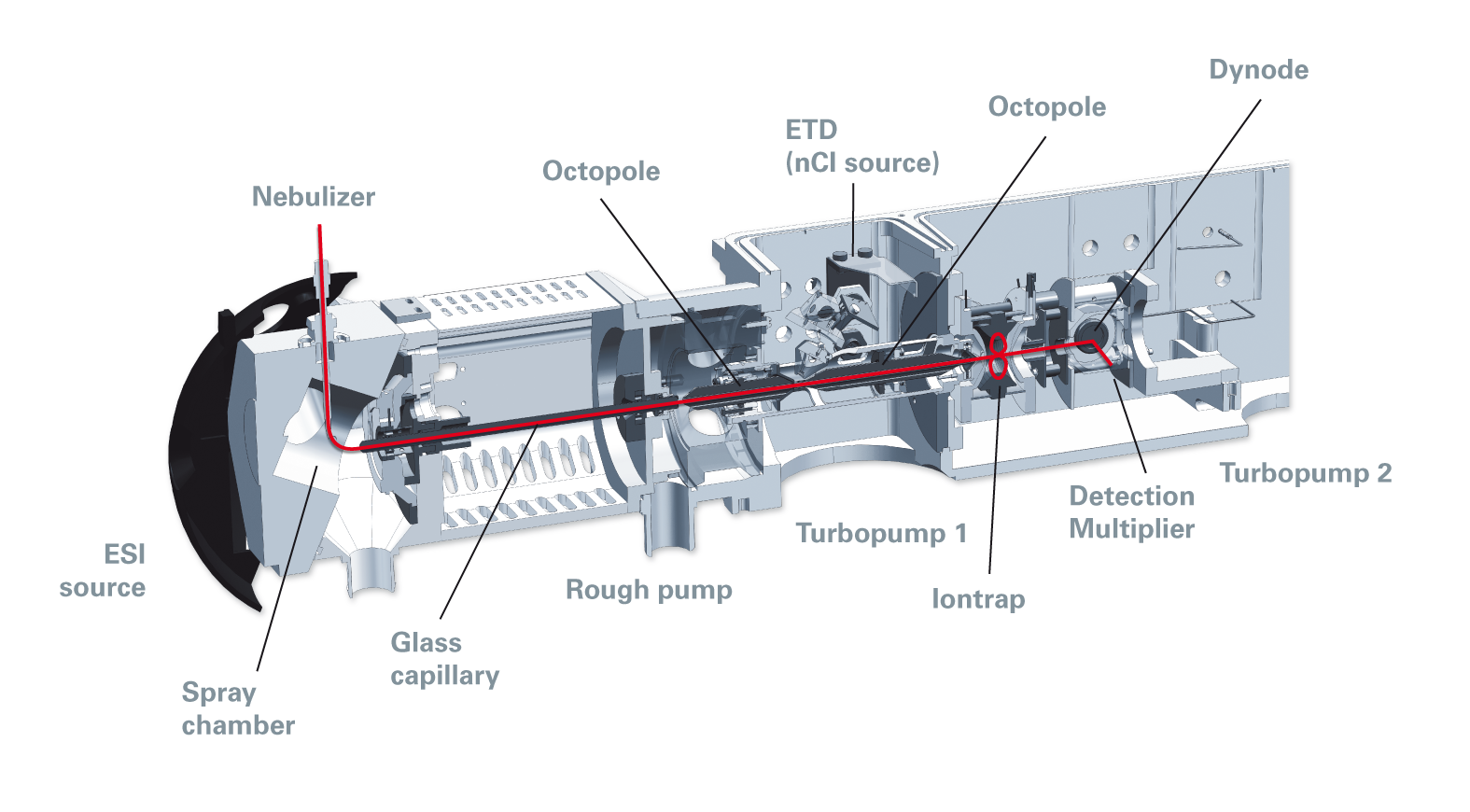
エレクトロスプレーイオン化 (ESI) を用いたイオン源とパウルイオントラップを用いたイオントラップ質量分析器の模式図。

パウルトラップは四重極イオントラップの一種であり、静的な直流 (DC) 電場と高周波振動電場を利用する。パウルトラップは質量分析器の構成部品として広く用いられている。3次元四重極イオントラップの発明はヴォルフガング・パウルに帰せられ、彼はこの業績により1989年のノーベル物理学賞を受賞している。パウルトラップは2つの、焦点が互いに向きあった双曲面形金属電極と、これらの中間の双曲リング電極からなる。イオンはこれら3つの電極の間に振動電場と静的電場により閉じ込められる。

### キングドントラップと orbitrap

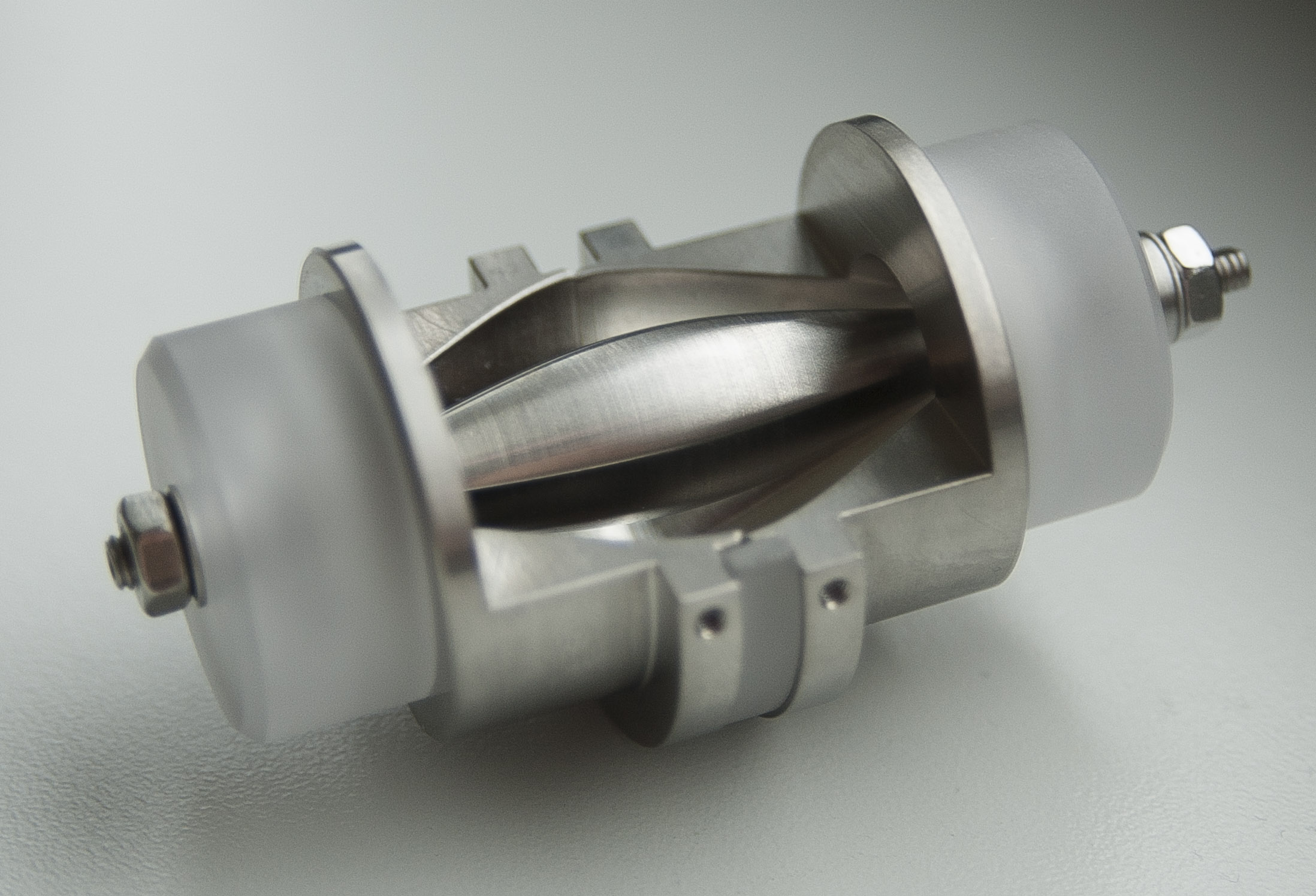
Orbitrap 質量分析器の部分的断面 -キングドントラップの例。

キングドントラップは細い中心ワイヤーと外部円筒電極、両端に位置する絶縁されたエンドキャップ電極からなる。静的電圧を印加すると電極間に放射状対数ポテンシャルが生じる。キングドントラップでは、イオンを蓄えるためのポテンシャル最小点が存在しない。そのかわり、イオンは有限の角運動量をもち、印加された電場により安定化された中心ワイヤ周りのトラジェクトリーに蓄えられる。1981年、ナイトはイオンをトラップの軸方向に閉じ込める向軸四重極項を加えた修正型外部電極を導入した。動的キングドントラップには持続的に荷電粒子を貯蔵するために強いデフォーカス AC 電圧が追加されている。動的キングドントラップでは粒子がフィラメントに対する角運動量をもっている必要はなくなる。Orbitrap は修正型のキングドントラップで、質量分析法に用いられる。アイデアは提唱され、コンピュータシミュレーションも実行されているが、キングドン型でもナイト型でも質量スペクトルが得られたという報告はない。シミュレーションでも質量分解能が問題となるであろうことが示されている。

## ブラウン管への応用
1958年ごろアルミ被覆 CRT が導入されるまでは、テレビ受像機には燐光スクリーンをイオンから保護するためにイオントラップが用いられていた。輝度を最大化するためには、イオントラップを繊細に調整する必要がある。

## 量子コンピュータへの応用
量子コンピュータの開発にむけた実験の中にはイオントラップを利用するものもある。イオントラップ型量子コンピュータではキュービットと呼ばれる量子情報の単位は各イオンの安定状態に蓄えられ、クーロン力により相互作用しあうイオンの集団的量子化運動を通じて処理および伝送される。キュービット状態間のカップリング（単一キュービット操作）もしくは内部キュービットと外部運動状態との間のカップリング（キュービット間のもつれ）を誘起するためにレーザーが印加される。